# Miloš Kačírek
Miloš Kačírek (* 22. listopadu 1951) je bývalý český fotbalista, obránce. Nyní se živí jako prodejce ovoce a zeleniny ve městě Úštěk.[zdroj⁠?!]

## Fotbalová kariéra
V československé lize hrál za TJ SU Teplice. Nastoupil v 6 ligových utkáních. Z Teplic odešel do Roudnice nad Labem.

## Ligová bilance
| Ročník                                   | Zápasy | Góly | Klub       |
| ---------------------------------------- | ------ | ---- | ---------- |
| 1. československá fotbalová liga 1974/75 | 2      | 0    | SU Teplice |
| 1. československá fotbalová liga 1975/76 | 4      | 0    | SU Teplice |
| CELKEM                                   | 6      | 0    |            |